# Large Binocular Telescope
Il Large Binocular Telescope (abbreviato in LBT, in italiano "Grande Telescopio Binoculare"), è un telescopio a doppia pupilla a montatura altazimutale in configurazione gregoriana, ottimizzato per l'interferometria e l'osservazione a grande campo.
È collocato sul monte Graham, nel sud-est dell'Arizona, a circa 3200 metri di altezza, nel complesso delle montagne Pinaleño.
L'LBT, che fa parte dell'Osservatorio internazionale del monte Graham, è un progetto a partecipazione italiana di priorità nazionale. Il telescopio, infatti, vede la partecipazione degli Stati Uniti tramite enti governativi e diverse università (50%), della Germania (25%), e  dell'Italia (25%) tramite l'Istituto Nazionale di Astrofisica (INAF).
La progettazione è stata affidata ad un gruppo di aziende italiane mentre la costruzione e l'assemblaggio sono stati eseguiti da Ansaldo nei cantieri di Milano. Il trasporto eccezionale transoceanico è stato effettuato dalla Fagioli di Sant'Ilario d'Enza.

## Stato dell'opera
La prima luce del telescopio risale al 12 ottobre 2005 ed è pienamente operativo dal gennaio 2008.

### Dal progetto alla "prima pietra"
Il progetto dell'edificio ha dovuto tenere conto di importanti parametri: in primis la salvaguardia della strumentazione sottostante; la minimizzazione dei disturbi alle osservazioni; infine la più alta riduzione possibile dell'impatto ambientale.
Tutte queste caratteristiche, naturalmente, sono state implementate per sfruttare al massimo il budget disponibile.
La costruzione dell'edificio  è iniziata nel 1996 al Picco dello Smeraldo, che è stato dapprima ripulito da alberi, rocce e detriti. Successivamente è stato costruito un muro di contenimento nel lato nord-est. Dopo un accurato carotaggio è stato stabilito il punto più favorevole alle fondamenta e queste sono state messe in opera.

### La rotaia
Nel 1997 sono state completate le fondamenta ed è stato costruito l'anello di supporto alla cupola rotante.
La soluzione adottata per il progetto della cupola è stato un "cubo" attorno al telescopio, che ruota su binari di acciaio posti su un cilindro di cemento collegato alle fondamenta. La rotaia è interamente italiana ed è stata installata nella primavera del 1998, così come italiani sono i quattro "bogies" (composto ciascuno da 5 ruote) che la percorrono permettendo così la rotazione della cupola.
Per necessità strutturali è stata prevista una sola finestra aperta nell'intera "cupola" del telescopio. Essa è composta da due porte scorrevoli capaci di muoversi, di 10,4 metri ciascuna (gli specchi primari hanno un diametro di 8,4m). Queste imposte scorrevoli si muovono lateralmente per liberare l'apertura. In altri punti dell'edificio sono state praticate diverse aperture per facilitare la circolazione dell'aria e limitare il seeing di cupola.
La rotaia per la rotazione dell'edificio e il rivestimento della parte bassa della copertura sono state completate nel 1999.

### La cupola e gli alloggi
Nel dicembre del 2000 è stata completata la cupola, e sono iniziati i lavori sui meccanismi idraulici, sistemi elettrici e di controllo e finiture architettoniche. L'edificio del telescopio ospita tutti i macchinari e gli equipaggiamenti, le sale di controllo e gli alloggi ed altre sale per la vita degli scienziati ospiti della struttura.
Dal lato nord-ovest al lato nord-est l'edificio principale è stato circondato con un edificio di supporto che ospita i laboratori ottici, meccanici ed elettrici per la riparazione degli strumenti, come per esempio l'attrezzatura per l'alluminatura degli specchi. Sono stati anche realizzati due ascensori al fine di facilitare l'accesso ai vari livelli della struttura. Il progetto architettonico della cupola del LBT è stato realizzato da un consorzio di aziende straniere e
italiane

## Specchi
Il Large Binocular Telescope è provvisto di tre coppie di specchi principali: gli specchi primari attivi, i secondari adattivi e gli specchi terziari piani a 45°. In particolare i secondari e gli specchi piani sono montati su bracci meccanici semoventi in grado di subentrare o liberare il cammino della luce a seconda delle occorrenze.

### Specchi primari

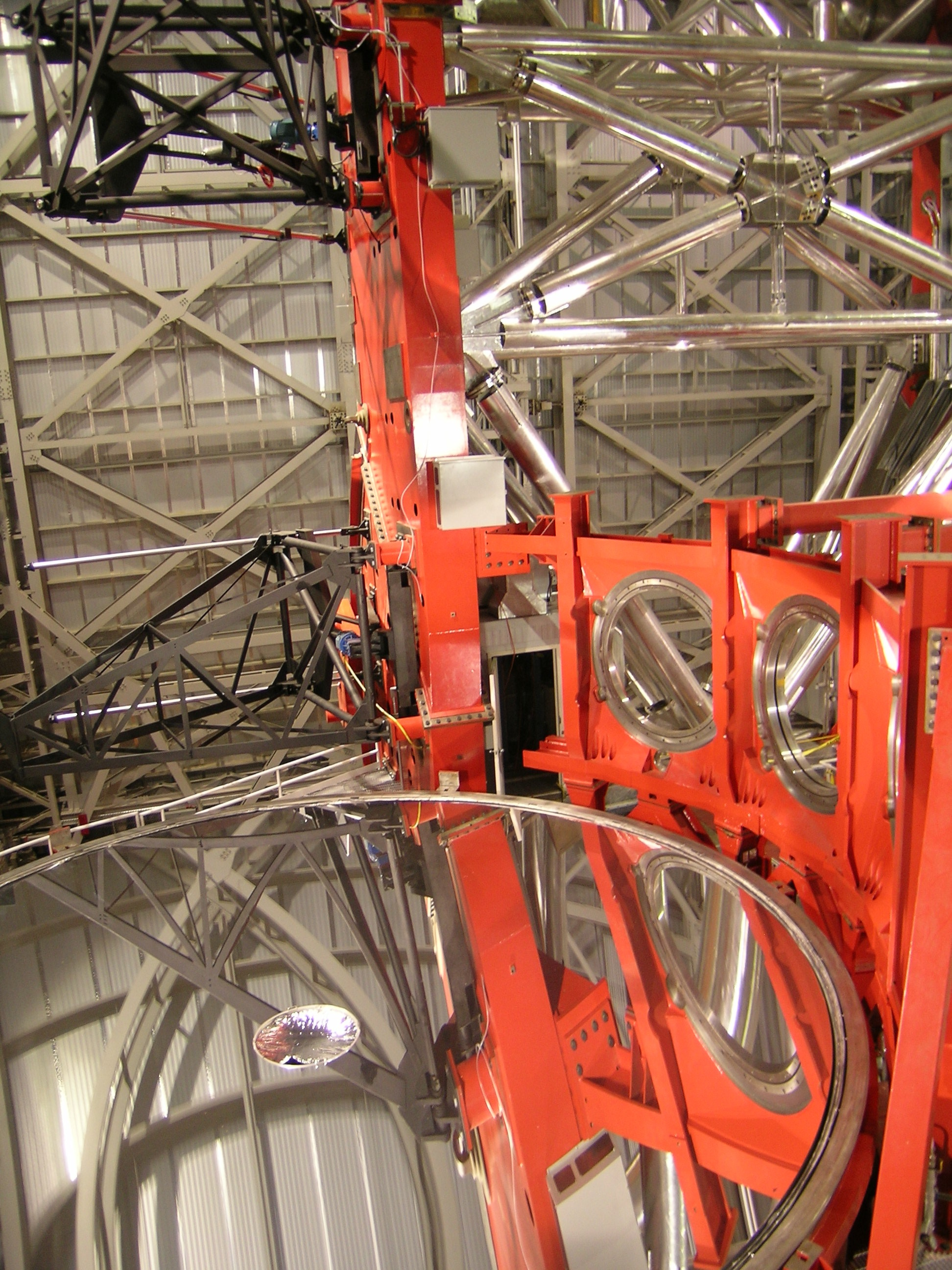
Uno dei due specchi primari

L'LBT prevede due specchi F/1.142 parabolici primari non modulari, cioè composti da un unico blocco di materiale. In particolare l'LBT ha utilizzato la nuova tecnologia detta Advanced Mirror Technology in cui lo specchio è formato da un composto di carburo di silicio e fibra di carbonio (Cesic) ed infine ricoperto da un sottile strato di vapore di alluminio per rendere la struttura riflettente. Questi specchi, del diametro di 8,4 metri ciascuno, sono provvisti di un sistema di ottica attiva per correggere gli effetti di deformazione dovuti al loro stesso peso. Inoltre sono provvisti di un foro in prossimità del vertice del paraboloide per permettere alla luce riflessa dai secondari di procedere sino agli strumenti sottostanti.
L'area collettrice equivalente del telescopio binoculare è pari a quella di uno a specchio singolo da 11,9 metri di diametro.
Gli specchi hanno una struttura interna a nido d'ape per mantenere una buona rigidezza e snellirli nel peso. Questi specchi sono stati costruiti al laboratorio dell'Osservatorio Steward dell'Università dell'Arizona a Tucson, in Arizona. La forma paraboloide finale è stata ottenuta tramite il lento raffreddamento della colata iniziale in una vasca rotante.

### Specchi secondari adattivi
Raffinatissimi strumenti sviluppati presso i laboratori dell'osservatorio di Arcetri, i due specchi secondari adattivi concavi di 911 mm di diametro sono installati al telescopio. Essi sono in grado di lavorare sia come strumenti di ottica attiva che di ottica adattiva. Quest'ultima soluzione utilizza le informazioni ricavate dai sensori di fronte d'onda dei vari strumenti costruiti per questo scopo.
I secondari sono costituiti da un sottile disco di vetro Zerodur ricoperto di alluminio su entrambi i lati da 1.4mm di spessore.  La superficie concava dei due specchi riflette la luce riflessa dai primari; quella convessa servirà come armatura per i condensatori di un sistema di metrologia interno basato su sensori capacitivi. Tali sensori sono posti all'interno dei 672 attuatori elettromagnetici che, grazie ad un sistema a retroazione, agiscono sui rispettivi 672 magneti incollati sul retro di ognuno dei due specchi, deformandoli.
La deformazione dello specchio, calcolata da un software sfruttando le informazioni di un sensore di fronte d'onda, permette di correggere in tempo reale la distorsione del fronte d'onda dovuto alla turbolenza atmosferica.

### Specchi terziari
Due specchi terziari, piani, inclinati di 45° rispetto all'asse ottico, permettono all'occorrenza di indirizzare la luce riflessa dai secondari adattivi verso l'interno della struttura. Qui, ruotando intorno all'asse ottico, gli specchi terziari devieranno il fascio luminoso sino a raggiungere i rivelatori delle tre coppie di strumenti scientifici interni.

## Strumenti scientifici

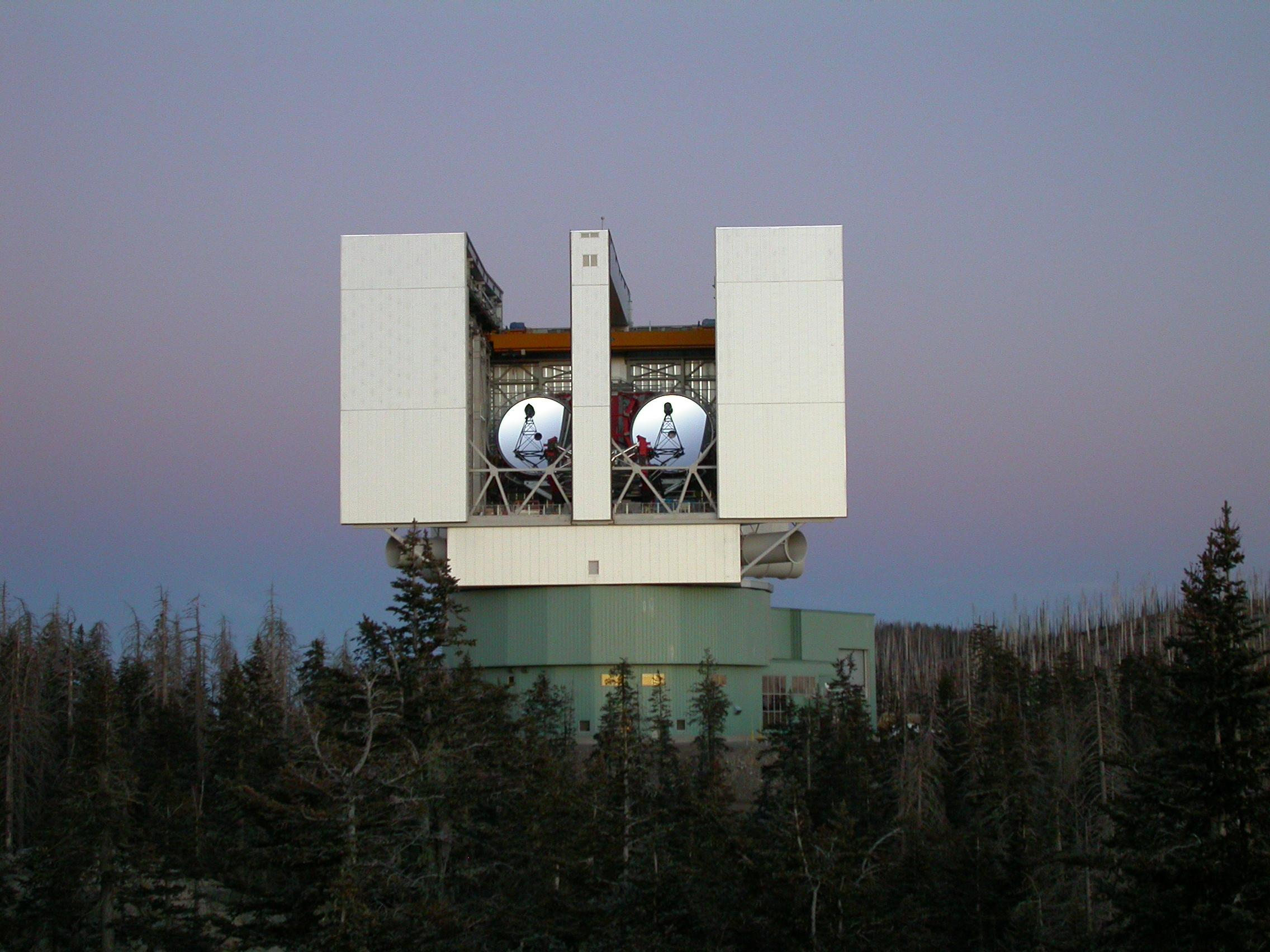
LBT in uso

L'informazione viene raccolta da due grandi specchi primari parabolici di 8,4m ciascuno.
Ognuno di questi specchi produce un fuoco primario F/1,14. Il fascio può essere riflesso dal secondario concavo ellissoidale in configurazione gregoriana che fornisce un fuoco F/15 agli strumenti scientifici. Il secondario è sottodimensionato in modo da utilizzare solo la parte riflessa dalla porzione interna di 8,22m del primario. In questo modo si garantisce che solo la luce proveniente dal cielo giunga al rilevatore scientifico, e non la radiazione proveniente dall'ambiente. Ciò è fondamentale per le osservazioni infrarosse, per le quali l'ambiente (~300 K) ha il suo picco di emissione ad una lunghezza d'onda di ~10 micron. Se questa radiazione venisse riflessa verso il rilevatore scientifico, introdurrebbe un fondo le cui fluttuazioni potrebbero essere più grandi dei segnali delle sorgenti astronomiche osservate rendendole non rilevabili.

### Strumenti collegati ai due primi fuochi
I due fasci ottici, una volta incontrato il primario, procedono il loro cammino concentrandosi nei primi fuochi, dove possono essere rilevati dalle "camere a grande campo" (Large Binocular Camera, LBC). I due canali sono ottimizzati per due diverse bande di osservazione: U e B per il canale blu, V, R, I, Z per il canale rosso. In questo modo è possibile osservare contemporaneamente lo stesso oggetto usando diversi filtri. Le LBC sono in grado di coprire un campo di vista di ben 30 minuti d'arco dopo che una serie di sei lenti ha corretto le principali aberrazioni ottiche. Una delle due camere è stata assemblata presso i laboratori di Arcetri. Di particolare interesse è la lente L1, di 810 mm di diametro, al limite delle tecnologie attuali, al punto che è in fase di studio una nuova tecnica che consiste nel dividere lenti di queste dimensioni in una griglia di lenti di diametro inferiore.

### I fuochi gregoriani diretti e gli strumenti MODS
Quando gli astronomi non utilizzano il primo fuoco, i bracci meccanici su cui le camere a grande campo sono montate ruotano verso l'esterno permettendo alla luce di proseguire oltre il fuoco fino ad arrivare agli specchi secondari. La luce riflessa giunge fin sotto il primario (forato), al fuoco gregoriano diretto. Qui si trovano i doppi spettrografi multi-oggetto (Multi-Object Double Spectrograph, MODS), capaci di misurare più spettri grazie ad una fenditura multipla. Anche questi strumenti, come le LBC, sono ottimizzati per due diverse bande di osservazione.

### Le sei stazioni focali dei fuochi gregoriani ripiegati
Grazie a bracci meccanici semoventi analoghi a quelli che sorreggono le camere a grande campo, due specchi terziari piani a 45° possono intercettare la luce prima che questa superi il primario. I due fasci vengono così ripiegati verso la parte interna del telescopio, dove sono sistemate tre coppie di strumenti in corrispondenza dei fuochi gregoriani. Ogni terziario può, quindi, mandare la luce ora ad uno strumento, ora ad un altro ruotando semplicemente attorno all'asse ottico del primario. Concludendo, l'unico specchio secondario deformabile può essere utilizzato sia dagli spettrografi che da tutte le stazioni focali interne:
- lo spettrometro e camera LUCI, con correzione adattiva delle immagini nelle bande J, H e K. Esso è stato il primo strumento ad utilizzare la correzione adattiva fornita dal secondario e del sensore di fronte d'onda a piramide posto all'interno del suo derotatore.
- L'interferometro LBTI, che lavora alle lunghezze d'onda tra 2 e 25 µm, combina interferometricamente la luce proveniente dai due canali di LBT anche in maniera da annullare il picco centrale di interferenza (nulling interferometer).

Questa ultima modalità serve a formare immagini del campo nelle vicinanze della stella, escludendone la luce sfruttando l'interferenza distruttiva, per cercare oggetti deboli come dischi di polveri e pianeti extrasolari. Per un efficace livello d'annullamento è richiesto l'uso dell'ottica adattiva: in LBTI una coppia di sensori di fronte d'onda a piramide provvede a fornire l'informazione necessaria al calcolo della correzione applicata dalla coppia di secondari adattivi.
- Il sistema interferometrico multi-coniugato LINC-NIRVANA, che lavora alle lunghezze d'onda del visibile e del vicino infrarosso, con integrato un sofisticato sistema di ottica adattiva multi-coniugata che sfrutta la tecnica dell'ottica adattiva "Layer Oriented". In questo sistema il secondario applica la correzione adattiva delle perturbazioni di fronte d'onda, introdotti dagli strati bassi dell'atmosfera (ground layer) mentre la correzione degli strati alti e delegata ad un secondo specchio deformabile posto sul banco ottico dello strumento.

### Strumenti in progettazione
Una coppia di strumenti dotati di coronografo e sfruttanti il sistema di ottica adattiva che equipaggia il LBT, dovrebbero essere operativi per la fine del 2019. Shark (System for coronagraphy with High order Adaptive optics from R to K band):
- Shark-Vis: operante in luce visibile e dotato di coronografo, consentirà di osservare esopianeti con risoluzione angolare e contrasto molto elevati.
- Shark-Nir: operante nel vicino infrarosso, consentirà più ampi studi quali dischi protoplanetari, corpi minori del sistema solari e sorgenti extragalattiche particolarmente attive.

Il gruppo di ricerca di Shark è guidato dall’INAF in collaborazione con l'osservatorio Steward, l'Istituto Max Planck di Heidelberg e l’Istituto francese di Planetologia e di Astrofica di Grenoble (IPAG).

## Ricerca e risultati scientifici
- HOSTS (Hunt for Observable Signatures of Terrestrial Systems) è un'indagine conoscitiva che sfrutta l'LBT in modalità interferometrica (LBTI, Large Binocular Telescope Interferometer)[6] nel medio infrarosso per determinare la luminosità della polvere calda presente nei piani orbitali di altre stelle (chiamata polvere esozodiacale). In particolare, HOSTS ha studiato[7] la polvere nelle zone abitabili delle stelle vicine, dove potrebbe esistere acqua liquida sulla superficie di un pianeta. L'LBTI è da 5 a 10 volte più sensibile rispetto al precedente telescopio in grado di rilevare la polvere eso-zodiacale, l'interferometro Keck.[8]